# Thiania suboppressa
Thiania suboppressa är en spindelart som beskrevs av Embrik Strand 1907. Thiania suboppressa ingår i släktet Thiania och familjen hoppspindlar. Inga underarter finns listade i Catalogue of Life.